# Niphates amorpha
Niphates amorpha är en svampdjursart som beskrevs av Wiedenmayer 1977. Niphates amorpha ingår i släktet Niphates och familjen Niphatidae.
Artens utbredningsområde är Bahamas. Inga underarter finns listade i Catalogue of Life.